# Schefflera pseudospicata
Schefflera pseudospicata là một loài thực vật có hoa trong Họ Cuồng cuồng. Loài này được Bui miêu tả khoa học đầu tiên năm 1975.